# 100 mètres dos S12 masculin aux Jeux paralympiques d'été de 2024
Cet article traite de l'épreuve masculine. Pour la compétition féminine, voir 100 mètres dos féminin aux Jeux paralympiques d'été de 2024.
Navigation
Tokyo 2020 Los Angeles 2028
Le 100 mètres dos S12 masculin est une épreuve de natation des Jeux paralympiques d'été de 2024 qui a lieu le 31 août 2024 à la Paris La Défense Arena.

## Médaillés
| Or | Argent | Bronze |
|    |        |        |

## Calendrier
| Date             | Horaire | Manche |
| ---------------- | ------- | ------ |
| Dimanche 28 août | 9 h 30  | Séries |
| Dimanche 28 août | 17 h 30 | Finale |

## Résultats détaillés

### Séries éliminatoires
Les huit meilleurs temps se qualifient pour la finale (F).
| Rang | Série | Ligne | Athlète | Pays | Temps | Remarque |
| ---- | ----- | ----- | ------- | ---- | ----- | -------- |
| 1    |       |       | [[]]    |      |       | F        |
| 2    |       |       | [[]]    |      |       | F        |
| 3    |       |       | [[]]    |      |       | F        |
| 4    |       |       | [[]]    |      |       | F        |
| 5    |       |       | [[]]    |      |       | F        |
| 6    |       |       | [[]]    |      |       | F        |
| 7    |       |       | [[]]    |      |       | F        |
| 8    |       |       | [[]]    |      |       | F        |
| 9    |       |       | [[]]    |      |       |          |
| 10   |       |       | [[]]    |      |       |          |
| 11   |       |       | [[]]    |      |       |          |
| 12   |       |       | [[]]    |      |       |          |
| 13   |       |       | [[]]    |      |       |          |
| 14   |       |       | [[]]    |      |       |          |
| 15   |       |       | [[]]    |      |       |          |
| 16   |       |       | [[]]    |      |       |          |

### Finale
| Rang                                   | Ligne | Athlète | Pays | Temps | Remarque |
| -------------------------------------- | ----- | ------- | ---- | ----- | -------- |
| Médaille d'or, Jeux paralympiques      |       | [[]]    |      |       |          |
| Médaille d'argent, Jeux paralympiques  |       | [[]]    |      |       |          |
| Médaille de bronze, Jeux paralympiques |       | [[]]    |      |       |          |
| 4                                      |       | [[]]    |      |       |          |
| 5                                      |       | [[]]    |      |       |          |
| 6                                      |       | [[]]    |      |       |          |
| 7                                      |       | [[]]    |      |       |          |
| 8                                      |       | [[]]    |      |       |          |